# Тамаламеке
Тамаламеке (исп. Tamalameque) — город и муниципалитет на северо-востоке Колумбии, на территории департамента Сесар.

## История
Поселение из которого позже вырос город было основано 29 сентября 1544 года.

## Географическое положение

Муниципалитет Тамаламеке

Город расположен в западной части департамента, на правом берегу реки Магдалена, на расстоянии приблизительно 185 километров к юго-юго-западу (SSW) от Вальедупара, административного центра департамента. Абсолютная высота — 28 метров над уровнем моря.

Муниципалитет Тамаламеке граничит на севере с муниципалитетом Чимичагуа, на востоке — с муниципалитетами Пайлитас и Пелая, на юге — с муниципалитетом Гонсалес, на северо-западе — с территорией департамента Магдалена, на западе — с территорией департамента Боливар.
Площадь муниципалитета составляет 511,31 км². Среднегодовая температура воздуха — 28 — 30 °C.

## Население
По данным Национального административного департамента статистики Колумбии, совокупная численность населения города и муниципалитета в 2012 году составляла 13 950 человек.
Динамика численности населения муниципалитета по годам:
| 2005   | 2006   | 2007   | 2008   | 2009   | 2010   | 2011   | 2012   |
| ------ | ------ | ------ | ------ | ------ | ------ | ------ | ------ |
| 14 046 | 14 039 | 14 025 | 14 019 | 14 001 | 13 988 | 13 973 | 13 950 |

Согласно данным переписи 2005 года мужчины составляли 50,9 % от населения Тамаламеке, женщины — соответственно 49,1 %. В расовом отношении негры, мулаты и райсальцы — 63,1 %; белые и метисы составляли 46,6 % от населения города; индейцы — 0,3 %.
Уровень грамотности среди всего населения составлял 83,6 %.

## Экономика
Основу экономики Тамаламеке составляют сельскохозяйственное производство и рыболовство.

53,7 % от общего числа городских и муниципальных предприятий составляют предприятия торговой сферы, 41,2 % — предприятия сферы обслуживания, 4,2 % — промышленные предприятия, 0,9 % — предприятия иных отраслей экономики.